# 1979 في الهند
فيما يلي قوائم الأحداث التي وقعت خلال عام 1979 في الهند.

## سياسة

### تعيين في المنصب
- 31 أغسطس – محمد هداية الله نائب رئيس الهند.

### انتهاء فترة المنصب
- 28 يوليو – مورارجي ديساي وزير الشؤون الداخلية [الإنجليزية]‏، رئيس وزراء الهند.

## رياضة
- 1 يناير – كأس آسيا لكرة القدم للسيدات 1979

## أفلام
من الأفلام التي صدرت هذه السنة في الهند:
- 1 يناير – اللص الدولي من إخراج Shakti Samanta [الإنجليزية]‏.

## مواليد

### يناير
- 1 يناير – أنتارا مالي ممثلة هندية.
- 3 يناير – جال بانج[1]
- 7 يناير – بيباشا باسو

### فبراير
- 2 فبراير – شاميتا شيتي ممثلة هندية.[2]

### مارس
- 24 مارس – عمران هاشمي ممثل هندي.[3]

### أبريل
- 15 أبريل – كارين ديفيد[4]
- 28 أبريل – شرمان جوشي ممثل هندي.

### سبتمبر
- 1 سبتمبر – عامر علي مالك
- 11 سبتمبر – تولب جوشي ممثلة هندية.

### أكتوبر
- 23 أكتوبر – براداس ممثل هندي.

### نوفمبر
- 7 نوفمبر – رايما سين ممثلة هندية.

### ديسمبر
- 3 ديسمبر – كونكونا سين شارما ممثلة هندية.

## وفيات

### سبتمبر
- 22 سبتمبر – أبو الأعلى المودودي (مواليد 1903)[5]

### نوفمبر
- 8 نوفمبر – ويلفريد بيون (مواليد 1897)[6]

### ديسمبر
- 3 ديسمبر – ديان تشاند (مواليد 1905) لاعب هوكي حقل هندي.[7]